# Adiantum filiforme
Adiantum filiforme är en kantbräkenväxtart som beskrevs av Gardn. Adiantum filiforme ingår i släktet Adiantum och familjen Pteridaceae. Inga underarter finns listade.